# Ле Танньо фон Сен-Поль

Прусський герб сім'ї Ле Танньо фон Сен-Поль.

Ле Танньо фон Сен-Поль (нім. Le Tanneux von Saint Paul) — французький і прусський знатний рід бретонського походження.

## Історія

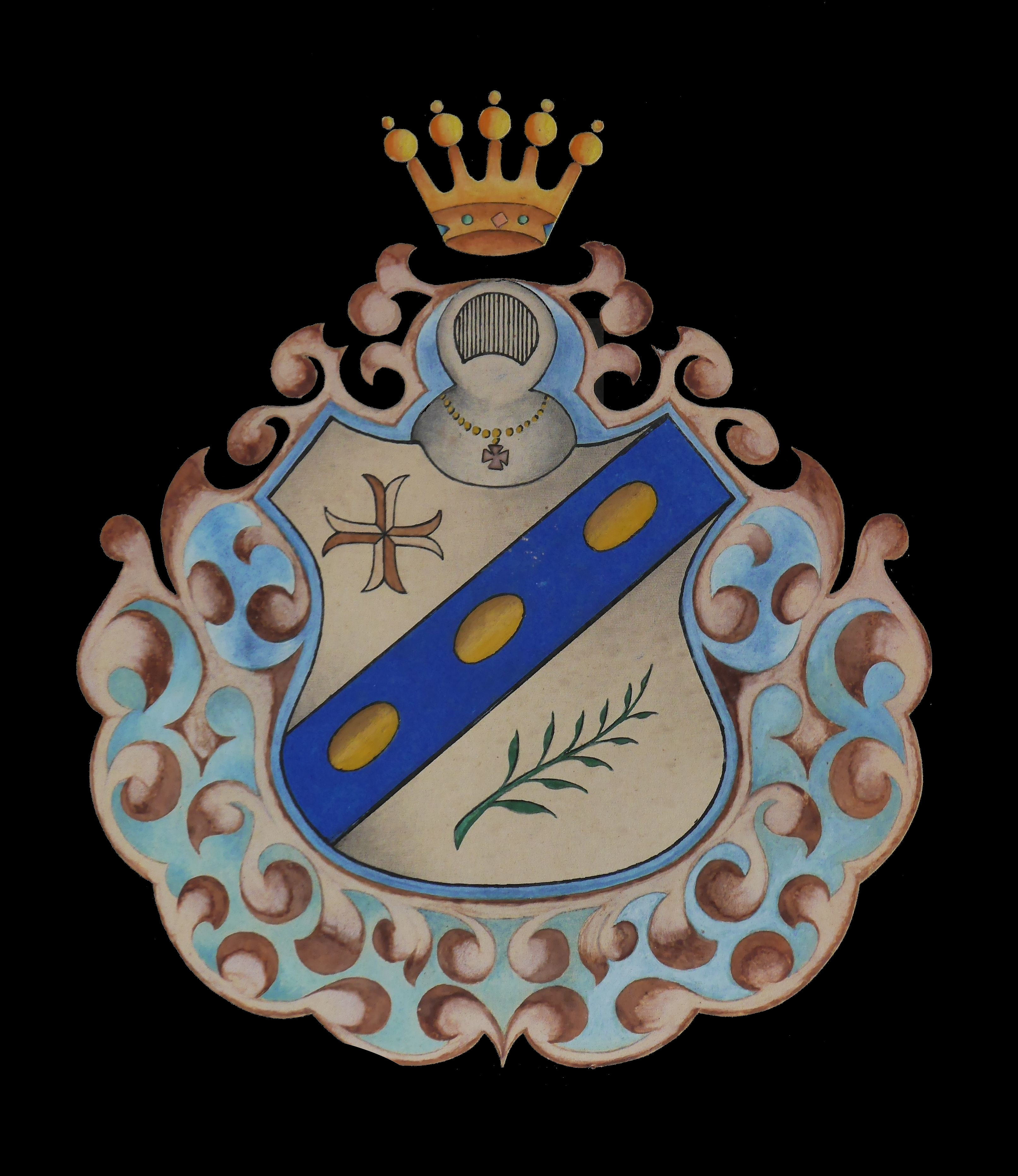
Французький герб сім'ї де Сен-Поль.

Першим задокументованим представником роду був Франсуа де Сен-Поль, який народився в 1634 році, а в 1672 році став придворним вчителем французької мови курфюрста Бранденбурга. 22 липня 1721 року Філіпп де Сен-Поль (1678 — після 1744) отримав спадкове прусське дворянство як «фон Сен-Поль». 24 січня 1889 року Прусська герольдія дозволила нащадкам майора Фрідріха фон Сен-Поля, героя Наполеонівських війн, використовувати прізвище «Ле Танньо фон Сен-Поль».

## Відомі представники
- Вальтер Ле Танньо фон Сен-Поль-Іллер (1860–1940) — німецький ботанік і губернатор Німецької Східної Африки.
- Вільгельм Ле Танньо фон Сен-Поль (1776–1850) — прусський таємний старший урядовий радник, обербургомістр Потсдама.
- Ганс Фрідріх Ле Танньо фон Сен-Поль (1897–1961) — прусський земельний радник району Міліч.
- Гаррі Ле Танньо фон Сен-Поль (1914–1942) — німецький офіцер, гауптман вермахту. Кавалер Німецького хреста в золоті.
- Гі-Бернгард Ле Танньо фон Сен-Поль (1916–1943) — німецький офіцер, ротмістр вермахту. Кавалер Німецького хреста в золоті.
- Гійом (Вільгельм) Ле Танньо фон Сен-Поль (1722–1797) — прусський придворний радник і суддя французької колонії.
- Дітріх Франсуа Ле Танньо фон Сен-Поль (1912–1973) — німецький офіцер, оберст вермахту. Кавалер Німецького хреста в золоті.
- Моріц Ле Танньо фон Сен-Поль (1813–1892) — прусський земельний радник і член ландтагу.
- Ульріх Максиміліан Ле Танньо фон Сен-Поль-Іллер (1833–1902) — прусський морський офіцер, дендролог і депутат рейхстагу.
- Фрідріх фон Сен-Поль (1768–1813) — прусський офіцер, майор. Кавалер ордена Pour le Mérite.
- Юліус фон Сен-Поль (1803–1849) — прусський офіцер.